# Francisco Rodríguez (hiszpański judoka)
Francisco Rodríguez López (ur. 15 listopada 1957 w Maladze) – hiszpański judoka. Olimpijczyk z  Los Angeles 1984, gdzie zajął dwudzieste miejsce w wadze półlekkiej.
Uczestnik mistrzostw świata w 1983. Piąty na mistrzostwach Europy w 1982. Brązowy medalista igrzysk śródziemnomorskich w 1983 roku.

## Letnie Igrzyska Olimpijskie 1984
| Konkurencja | Eliminacje            | Klas. końcowa |
| Konkurencja | Przeciwnik I          | Miejsce       |
| ----------- | --------------------- | ------------- |
| 65 kg       | Sandro Rosati (ITA) P | 20.           |